# Den sköna satmaran
Den sköna satmaran (franska: La belle noiseuse) är en fransk dramafilm från 1991 i regi av Jacques Rivette, med Michel Piccoli, Emmanuelle Béart och Jane Birkin i huvudrollerna. Den handlar om en äldre konstnär som bestämmer sig för att färdigställa en gammal oavslutad målning, med en ny och yngre kvinnlig modell. Förlaga är novellen "Det okända mästerverket" av Honoré de Balzac.
Filmen tävlade vid filmfestivalen i Cannes 1991 och vann Juryns stora pris. Den blev nominerad till Césarpriset för Bästa film, Bästa regi, Bästa manliga huvudroll (Piccoli), Bästa kvinnliga huvudroll (Béart) och Bästa kvinnliga biroll (Birkin). Den gick upp på svenska biografer 28 februari 1992.

## Medverkande
- Michel Piccoli som Frenhofer
- Emmanuelle Béart som Marianne
- Jane Birkin som Liz
- David Bursztein som Nicolas
- Marianne Denicourt som Julienne
- Gilles Arbona som Porbus